# Right Thru Me
Singles de Nicki Minaj
Check It Out
(2010) Monster
(2010)
Right Thru Me est le deuxième single de l'artiste américano-trinidadienne Nicki Minaj, sorti le 24 septembre 2010. Il est issu de son premier album studio Pink Friday. La chanson a été produite par Drew Money et écrite par Nicki Minaj. Elle est décrit comme un morceau électronique, hip-hop et R&B et incorpore des synthés et des rythmes électroniques, à l'inverse du style habituel de Minaj. La rappeuse s'y demande comment son amant peut lire en elle.
Minaj fait la promotion de la chanson dans de nombreux live shows, tels que The Wendy Williams Show, Late Show with David Letterman, Live with Regis and Kelly, Saturday Night Live, and 106 & Park. Elle atteint la 26e place du Billboard Hot 100 et s'écoule à 500 000 exemplaires aux États Unis. Elle apparaît également dans les classements en Australie, au Canada et au Royaume-Uni.

## Performances
Minaj interprète Right Thru Me sur le plateau deThe Wendy Williams Show le 17 novembre 2010, sur le Late Show with David Letterman le 18 novembre et sur Live with Regis and Kelly le 29 novembre 2010,. Elle interprète également le titre dans Saturday Night Live le 29 janvier 2011. La chanson fait partie des setlist des quatre tournées de Minaj, The Pink Friday Tour (2012), The Pink Friday: Reloaded Tour (2012), The Pinkprint Tour (2015) et The Nicki Wrld Tour (2019).

## Classements et certifications

### Classements hebdomadaires
| Classement (2010-2011)             | Meilleure position |
| ---------------------------------- | ------------------ |
| Australie (Urban ARIA)             | 38                 |
| Canada (Hot 100)                   | 60                 |
| États-Unis (Hot 100)               | 26                 |
| États-Unis (R&B/Hip-Hop Songs)     | 4                  |
| États-Unis (Hot Rap Songs)         | 3                  |
| États-Unis (Mainstream Top 40)     | 32                 |
| États-Unis (Rhythmic)              | 7                  |
| Royaume-Uni (UK Singles Chart)     | 71                 |
| Royaume-Uni (UK R&B Singles Chart) | 11                 |

### Certifications
| Pays       | Certification | Ventes  |
| ---------- | ------------- | ------- |
| États-Unis | Or            | 500 000 |

## Historique de sortie
| Région      | Date              | Format                   |
| ----------- | ----------------- | ------------------------ |
| États-Unis  | 24 septembre 2010 | Téléchargement numérique |
| États-Unis  | 5 octobre 2010,   | Urban & Rhythmic radio   |
| États-Unis  | 2 novembre 2010   | Mainstream radio         |
| Royaume-Uni | 28 novembre 2010  | Téléchargement numérique |